# Anton Kovalyov
Anton Kovalyov (Khàrkiv, 4 de març de 1992) és un jugador d'escacs canadenc nascut a Ucraïna que té el títol de Gran Mestre des del 2008.
Tot i que roman inactiu des del maig de 2019, a la llista d'Elo de la FIDE del juliol del 2020, hi tenia un Elo de 2631 punts, cosa que en feia el jugador número 2 del Canadà. El seu màxim Elo va ser de 2644 punts, a la llista de febrer de 2014 (posició 125 al rànquing mundial).

## Biografia
Nascut a Khàrkiv, Ucraïna, Kovalyov va migrar a l'Argentina el 2000, on va aprendre a jugar a escacs i aviat va esdevir un dels millors jugadors del país. El 2007 va migrar a Mont-real, Canadà, amb la seva família.
El 2010 va guanyar el Campionat individual del Quebec a Quebec, Canadà. També va guanyar el Campionat juvenil de Quebec els anys 2010, 2011 i 2012.
Des del 2013 va passar a jugar amb la bandera de la Federació d'Escacs del Canadà.
El 2015 fou 2-10 en el Campionat d'Amèrica amb 8 punts d'11, obtenint un lloc per a la Copa del món de 2015, on eliminà a Rustam Kassimdjanov a la primera ronda i Sandro Mareco a la segona, però fou eliminat a la tercera ronda per Fabiano Caruana.

### Participació en competicions per equips
Kovalyov ha participat, representant l'Argentina i el Canadà, en dues Olimpíades d'escacs, els anys 2008 i 2014, amb un resultat de (+7 =10 –3), per un 60,0% de la puntuació. El seu millor resultat el va fer a l'Olimpíada del 2014 en puntuar 7 d'11 (+4 =6 -1), amb el 63,6% de la puntuació, amb una performance de 2670.